# Lungotevere Vittorio Gassman
Il lungotevere Vittorio Gassman, già lungotevere dei Papareschi, è il tratto di lungotevere che collega via Antonio Pacinotti a via Pietro Blaserna, a Roma, nel quartiere Portuense.
Il lungotevere è dedicato all'attore e regista Vittorio Gassman; è stato istituito con delibera della giunta comunale del 29 dicembre 2006. In precedenza il lungotevere prendeva nome dalla nobile famiglia dei Papareschi (o de Papa o Paparoni).

## Trasporti
|  | È raggiungibile dalla stazione di Roma Trastevere. |